# M4 (trattore d'artiglieria)
L′M4 18 t High speed tractor (Trattore ad alta velocità da 18 t M4) era un trattore d'artiglieria sviluppato negli Stati Uniti per il traino di artiglierie pesanti, con la possibilità di trasportare tutti i serventi del pezzo ed una scorta di munizioni. Questo veicolo risultò di grande importanza per migliorare la mobilità dell'artiglieria americana, in buona parte ancora a traino meccanico, dato che i semoventi equipaggiati con pezzi del calibro di quelli trainati dall'M4 furono introdotti solo alla fine della seconda guerra mondiale.

## Sviluppo
L'esercito statunitense arrivò al 1939 senza una chiara politica relativa alla meccanizzazione, ma, in seguito ai successi della Blitzkrieg nel 1939 e 1940, i pianificatori dello sviluppo delle forze armate statunitensi si resero conto della necessità di avere un esercito che si affidasse quanto più possibile a veicoli motorizzati per il movimento tanto tattico quanto strategico. Fra l'altro questo comportava che anche l'artiglieria potesse muovere con velocità confrontabile con quella dei mezzi corazzati, all'epoca i semoventi esistevano solo sui tavoli dei progettisti (quando esistevano), quindi venne deciso lo sviluppo di una serie di "trattori ad alta velocità" (High speed tractor) con caratteristiche tali da poter trainare qualsiasi pezzo presente nell'organico della artiglieria. L'alta velocità di questi trattori deve comunque sempre essere considerata in relazione a quella del traino animale e non in confronto con quella ottenibile con veicoli a ruote.
Il modello M4 rappresentava il trattore destinato alle artiglierie più pesanti già in servizio nell'esercito. Nel 1941 venne studiata la possibilità di utilizzare i componenti del veloce ma oramai obsoleto carro leggero M2A1 per un trattore d'artiglieria. Lo sviluppo venne eseguito con successo, e il prototipo denominato T9, costruito dalla Allis-Chalmers nell'ottobre del 1941. Ulteriori miglioramenti portarono al T9E1 (dicembre 1942), i cui test risultarono molto positivi, tanto che venne subito posto in produzione come M4 Medium Tractor, poi, dal 1943, High-Speed Tractor 18-ton M4.
Vennero costruiti 5552 veicoli nel periodo dal marzo 1943 al giugno 1945, ed alcuni erano ancora in servizio negli anni novanta

## Tecnica
L'architettura del veicolo era basta su una cabina anteriore con la capacità di trasporto per 12 uomini (guidatore compreso), con il motore centrale, con due ampie griglie laterali per il raffreddamento e la parte posteriore destinata a portare le munizioni del pezzo trainato. La forma del veicolo era praticamente un parallelepipedo su cingoli, con la cabina sensibilmente avanzata rispetto alla ruota motrice del cingolo.
Il motore era un Waukeshua 145GZ, 6 cilindri in linea a benzina da 13400 cm3, che poteva erogare fino a 210 CV a 2100 rpm. Il cambio era manuale a tre marce avanti ed una retromarcia. Nella marcia più ridotta era in grado di esercitare una forza sul gancio di traino di 17500 kg, con una velocità massima di 16 km/h su terreno vario e 56 km/h su strada. Posteriormente era posto un verricello da 13500 kg con un cavo da 9,14 m.
Le sospensioni a spirale orizzontale, si basavano su due carrelli con ruote di piccolo diametro per lato. La ruota di rinvio (posteriore) era a raggi e, collegato ad essa, era il sistema di tensionamento dei cingoli. Il sistema di trazione (compresa la ruota dentata anteriore) era uguale a quello dello Sherman e il movimento era assicurato da cingoli modello T49 larghi 419 mm, forniti di tacchi in gomma per non danneggiare il fondo stradale. Il sistema di trazione e rotolamento era completato da due ruotini tendicingolo per lato. Con i cingoli modello T49 la pressione al suolo era di soli 0,05 MPa, ossia di circa 0,5 kg/cm2.
La cabina era fornita di parabrezza, ma era aperta lateralmente e l'accesso avveniva appunto dai lati aperti. Sulla cabina era un tetto in lamiera e, per il passeggero a lato del guidatore, era prevista una botola con un anello per il supporto di una mitragliatrice M2 HB da 12,7 mm, per uso antiaereo o di difesa ravvicinata. Sul tetto generalmente veniva trasportato anche il treppiedi della mitragliatrice, per poterla utilizzare da terra.
Il veicolo era stato concepito per trainare su strada o in terreno vario i pezzi d'artiglieria pesante, con pesi tra i 8165 e 13608 kg (18000 e 30000 lb), la squadra di serventi, le loro armi, i rifornimenti di prima necessità e un certo numero di munizioni (variabile a seconda del pezzo trainato). Per questo motivo vennero prodotte 2 versioni: la Class A, per i cannoni contraerei da 90mm o 76,2 mm, e la Class B per traino dei cannoni da 155 mm e degli obici da 203 mm (8 in) e 240 mm. Come trattore il Class A poteva disporre di una cassetta da 54 colpi da 76 o 90mm, mentre come Class B poteva trasportare 30 proiettili da 155, oppure 20 da 203 o infine 12 da 240mm (pesanti 160 kg l'uno). Sulla cassetta portamunizioni del Class B era montato un paranco a catena manuale per il carico e lo scarico dei colpi. Il trattore Class A si distingueva esteriormente dal Class B unicamente per la presenza di due aperture laterali sulla scatola delle munizioni e per il diverso modello di gancio di traino. In entrambi i modelli la cassetta portamunizioni non era coperta, ma era protetta con un telo impermeabile dagli agenti atmosferici. Invece dei pezzi il trattore poteva trainare il rimorchio M23, con l'avantreno M5, il rimorchio M23 poteva portare 32 colpi per l'obice da 240 mm o 60 colpi per l'obice da 8 in o 96 colpi per il cannone da 155 mm.

## Evoluzione
Oltre al modello base furono costruiti altri modelli per esigenze particolari.
M4C capace di trasportare solo 8 uomini oltre all'equipaggio, ma con un maggior carico di munizioni.
M4A1, (ed M4A1C, analogo all'M4C) costruito per operare soprattutto su terreno innevato, quindi con cingoli più larghi e quindi con il treno di rotolamento allontanato dalla struttura. Questo veicolo utilizzava la stessa meccanica dell'M4, ma l'autonomia era di 200 km e la velocità di 48 km/h. Dovendo operare in climi freddi era assicurata agli uomini a bordo una maggiore protezione dalle intemperie. Le dimensioni erano uguali a quelle dell'M4, tranne naturalmente la larghezza che passava a 2,82 m. In totale ne furono costruiti 249, tutti nel 1945.
M4A2, probabilmente non superò la fase di prototipo, costruito dopo la fine della seconda guerra mondiale (1954), aveva i cingoli modello T48, gli stessi dell'M4 Sherman con estensioni (duck bill) ai lati ed il treno di rotolamento allontanato dal telaio. In questo veicolo la maggiore larghezza (uguale a quella dell'M4A1) era utilizzata per allargare anche la cabina. Per aumentare la capacità di carico il radiatore, invece che laterale, era posteriore.

## Impiego

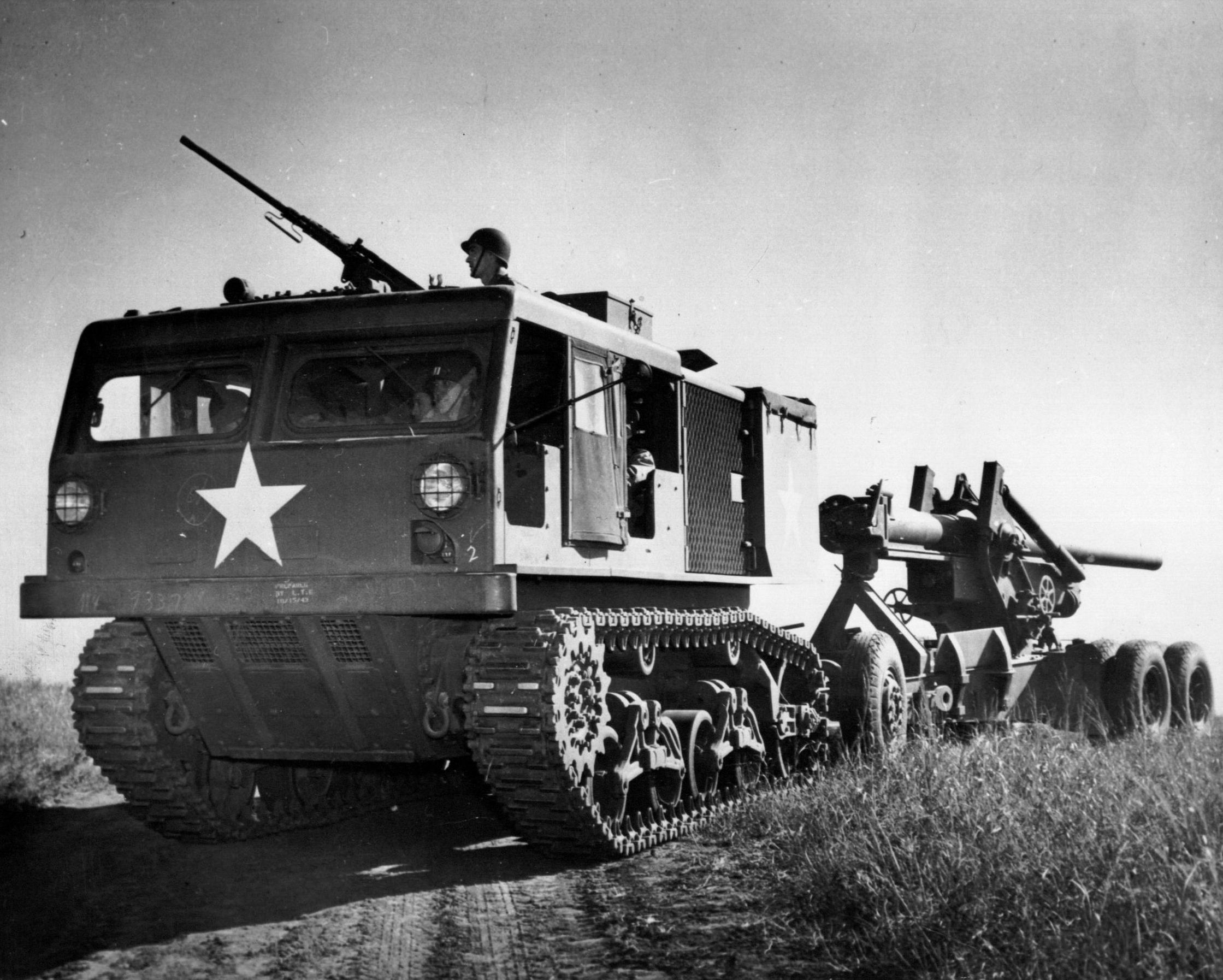
M4 con un cannone M1 155 mm al traino

La caratteristica di contenere in un solo mezzo dotato di adeguata mobilità, serventi, cannoni e un certo numero di munizioni di pronto impiego era operativamente molto importante, ed era derivata direttamente dall'artiglieria a cavallo di epoca napoleonica. Un'altra caratteristica tipica del mezzo era la predisposizione per un armamento per la difesa ravvicinata, con una Browning M2 HB sul tetto, con 500 colpi, caratteristica che generalmente non si trovava sui trattori d'artiglieria, dato che si riteneva che le artiglierie (e particolarmente quelle più pesanti) non dovessero operare in prossimità della linea del fronte.
Nel corso della seconda guerra mondiale il mezzo ha operato nei teatri europeo e mediterraneo (il teatro europeo comprendeva Francia, Gran Bretagna e Reich tedesco, mentre il teatro mediterraneo comprendeva Italia e Nord Africa). Date le caratteristiche delle artiglierie destinate ad essere trainate da questo veicolo, non ebbe praticamente impiego nel teatro del Pacifico. Non risulta che mezzi di questo tipo siano stati ceduti all'URSS. Esso ha avuto un impiego molto diffuso anche dopo la guerra, con un lungo ed onorato servizio, con il traino di artiglierie come l'M59 Long Tom, l'M115 da 203mm e altre grosse bocche da fuoco per le quali non era sempre conveniente realizzare semoventi su scafo cingolato.
Questo veicolo, permettendo il movimento anche in condizioni operative estremamente disagevoli, rese possibile lo schieramento delle artiglierie di peso più elevato anche in condizioni che sarebbero state proibitive per veicoli ruotati o per i veicoli semicingolati disponibili in campo alleato.

## Galleria d'immagini

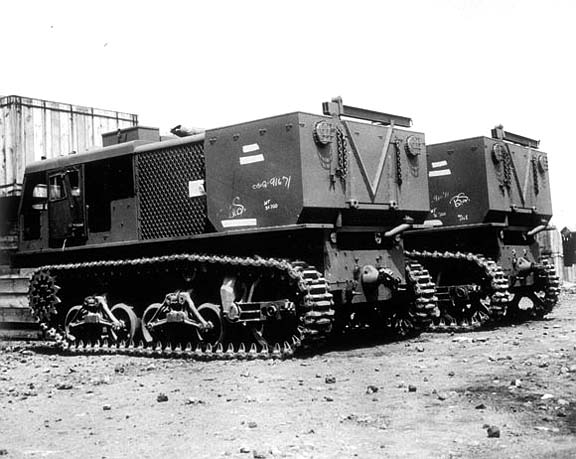
Due trattori M4 Class B ad Hampton Roads, pronti per il trasporto (16 agosto 1943)
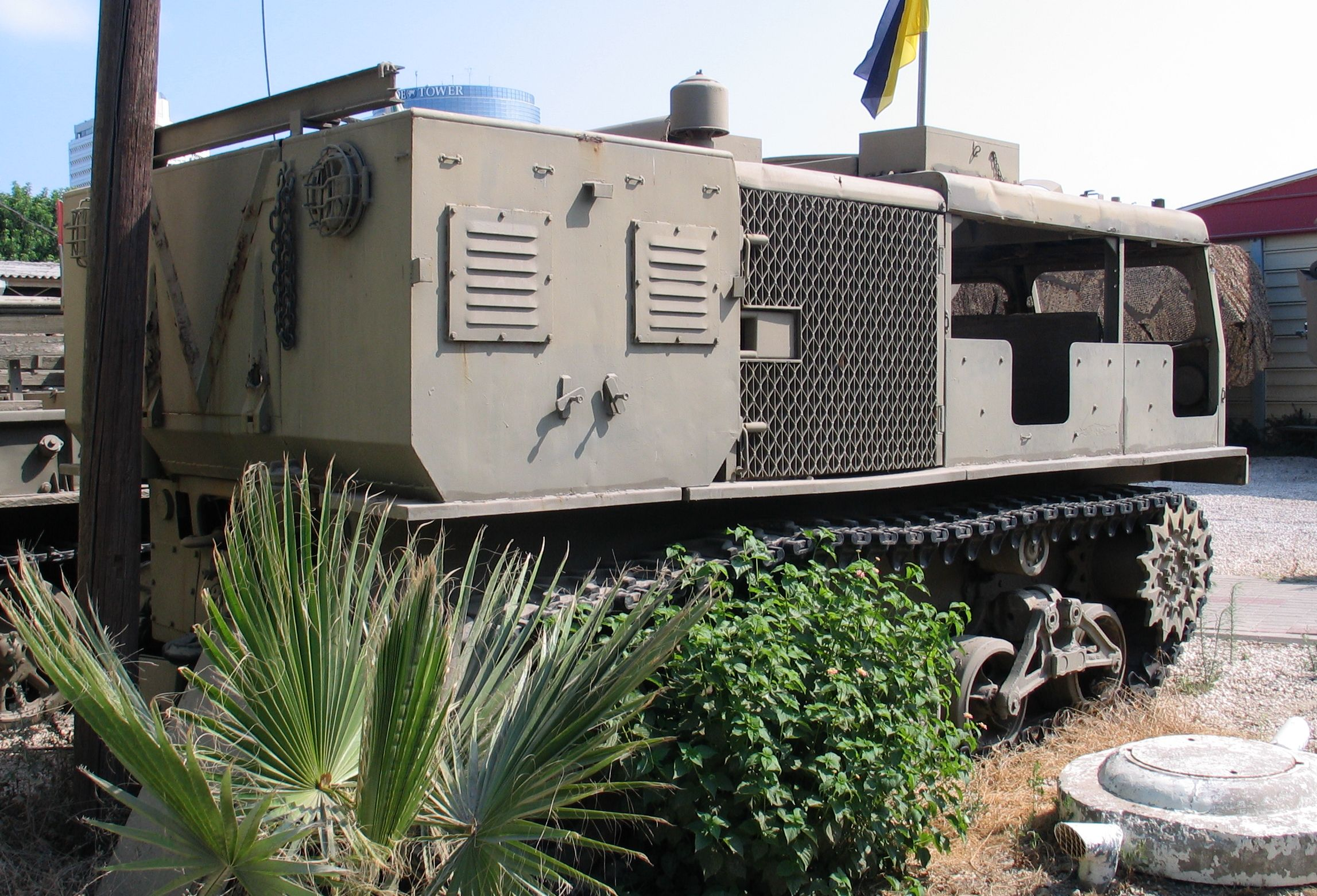
Parte posteriore del trattore M4 al Museo Batey ha-Osef (il paranco sopra il cassone delle munizioni lo identifica come Class B)